# Едгар Бабаян (футболіст)
Едгар Бабаян (вірм. Էդգար Բաբայան, дан. Edgar Babayan; нар. 28 жовтня 1995, Берлін) — данський та вірменський футболіст, нападник клубу «Вайле».
Виступав, зокрема, за клуби «Раннерс» та «Гобро», а також національну збірну Вірменії.

## Клубна кар'єра
Народився 28 жовтня 1995 року в Берліні. Вихованець футбольної школи данського клубу «Раннерс». Дорослу футбольну кар'єру розпочав 2013 року в основній команді того ж клубу, в якій провів чотири сезони, взявши участь у 19 матчах чемпіонату. 
Своєю грою за цю команду привернув увагу представників тренерського штабу клубу «Гобро», до складу якого приєднався 2017 року. Відіграв за команду з Гобро наступні чотири сезони своєї ігрової кар'єри.
Згодом з 2021 по 2022 рік грав у складі команд «Рига» та «Пафос».
До складу клубу «Вайле» приєднався 2022 року. Станом на 28 червня 2022 року відіграв за команду з Вайле 13 матчів в національному чемпіонаті.

## Виступи за збірні
У 2016 році дебютував у складі юнацької збірної Данії (U-20), загалом на юнацькому рівні взяв участь у 1 грі.
У 2018 році дебютував в офіційних матчах у складі національної збірної Вірменії.
| Дата       | Місто         | Господарі            | Результат | Гості       | Турнір                               | Голи | Примітки  |
| ---------- | ------------- | -------------------- | --------- | ----------- | ------------------------------------ | ---- | --------- |
| 29-5-2018  | Ваттенс       | Вірменія             | 1 – 1     | Мальта      | товариський матч                     | -    | 58'       |
| 23-3-2019  | Сараєво       | Боснія і Герцеговина | 2 – 1     | Вірменія    | Відбір до ЧЄ 2020                    | -    | 67'       |
| 26-3-2019  | Єреван        | Вірменія             | 0 – 2     | Фінляндія   | Відбір до ЧЄ 2020                    | -    | 40' 74'   |
| 8-6-2019   | Єреван        | Вірменія             | 3 – 0     | Ліхтенштейн | Відбір до ЧЄ 2020                    | -    | 73'       |
| 11-6-2019  | Афіни         | Греція               | 2 – 3     | Вірменія    | Відбір до ЧЄ 2020                    | -    | 70'       |
| 5-9-2019   | Єреван        | Вірменія             | 1 – 3     | Італія      | Відбір до ЧЄ 2020                    | -    | 82'       |
| 15-10-2019 | Турку         | Фінляндія            | 3 – 0     | Вірменія    | Відбір до ЧЄ 2020                    | -    | 77'       |
| 18-11-2019 | Палермо       | Італія               | 9 – 1     | Вірменія    | Відбір до ЧЄ 2020                    | 1    |           |
| 5-9-2020   | Скоп'є        | Північна Македонія   | 2 – 1     | Вірменія    | Ліга націй УЄФА 2020-2021 - 1-й етап | -    | 46'       |
| 11-10-2020 | Єреван        | Вірменія             | 2 – 2     | Грузія      | Ліга націй УЄФА 2020-2021 - 1-й етап | -    | 67' 90+1' |
| 14-10-2020 | Таллінн       | Естонія              | 1 – 1     | Вірменія    | Ліга націй УЄФА 2020-2021 - 1-й етап | -    | 57'       |
| 25-3-2021  | Вадуц         | Ліхтенштейн          | 0 – 1     | Вірменія    | Відбір до ЧС 2022                    | -    | 75'       |
| 1-6-2021   | Велика Гориця | Хорватія             | 1 – 1     | Вірменія    | товариський матч                     | -    | 46'       |
| 11-6-2022  | Лодзь         | Україна              | 3 – 0     | Вірменія    | Ліга націй УЄФА 2022-2023 - 1-й етап | -    | 45+2' 55' |
| Усього     |               | Матчів               | 14        |             | Голів                                | 1    |           |